# NK GOŠK Gabela
NK GOŠK Gabela is een Bosnisch-Kroatische voetbalclub uit Gabela gemeente Čapljina.
De club werd in 1919 opgericht en speelde lang in de Kroatische competities. In 2011 won de club de Prva Liga Federacija Bosne i Hercegovine waardoor GOŠK Gabela in het seizoen 2011/12 voor het eerst in de Premijer Liga speelt. In 2013 degradeerde de club. Na vier seizoenen kon de club weer promoveren. 

## Bekende (oud-)spelers
- Andrija Anković
- Nikica Jelavić

Borac Banja Luka · 
GOŠK Gabela · 
Igman ·
Posušje · 
Radnik Bijeljina · 
Sarajevo · 
Široki Brijeg · 
Sloboda Tuzla ·
Sloga Doboj ·
Velež Mostar ·
Zeljeznicar Sarajevo · 
Zrinjski Mostar ·